# Disolución del parlamento

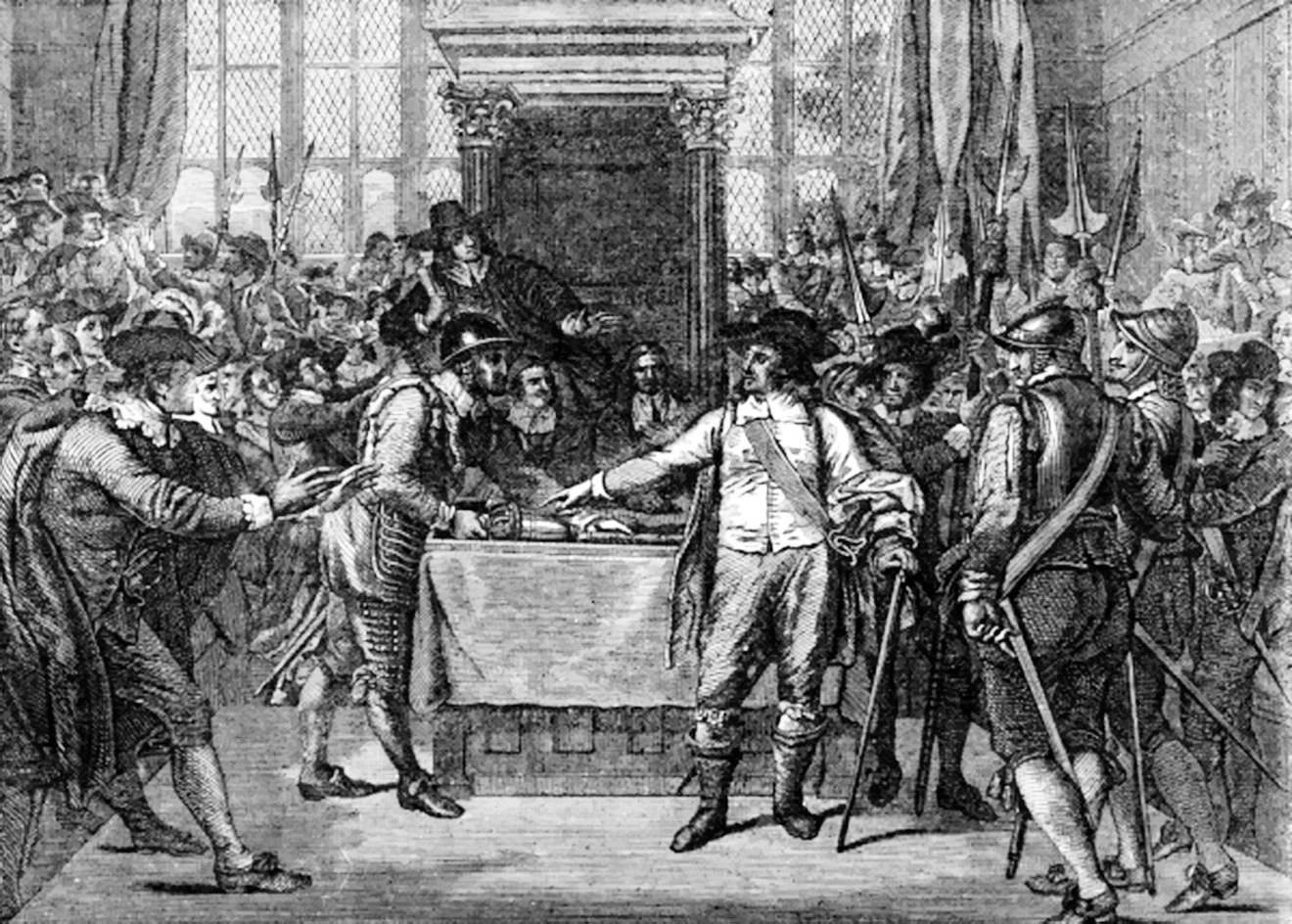
Cromwell Dissolving the Parliament («Cromwell disolviendo el Parlamento») por John Cassell, 1865.

En los sistemas parlamentarios y algunos semipresidenciales, una disolución del parlamento es la dispersión de una legislatura y posible posterior convocatoria de una elección. Generalmente, una legislatura en dicho sistema debe ser disuelto al expirar un término constitucionalmente especificado. Las disoluciones tempranas se permiten en muchas jurisdicciones.

## Historia
El derecho de disolución viene del sistema parlamentario británico. Se considera en la teoría de gobierno parlamentario como la contraparte del poder que tiene el Parlamento o una cámara de derrocar al gobierno. Cada poder (ejecutivo y legislativo) que tiene la capacidad de ser capaz de poner fin a la existencia del otro, un verdadero "equilibrio del terror" se mueve, lo que limita en gran medida la tentación de bloquear el funcionamiento de la fuente de oposición. La disolución del legislativo o del cargo de jefe de Gobierno también puede venir del jefe de Estado unilateralmente o por consejo del Parlamento o el jefe de Gobierno.
Característico de los sistemas parlamentarios, y que se encuentran en muchas constituciones de todo el mundo, el derecho de disolución, sin embargo, hoy en día rara vez se utiliza en su función original de la responsabilidad ministerial tiende a ser menos y menos a menudo puesto involucrados - la existencia de mayorías estables y disciplinados en los parlamentos de hecho hace que la hipótesis de una caída poco probable que el gobierno. De este modo asistido a diferentes usos del derecho de disolución.

## Australia

### Parlamento de Australia
La Cámara de Representantes (Cámara de los Comunes bajo la tradición anglosajona), pero no el Senado (Cámara de los Lores bajo la tradición anglosajona), puede ser disuelto en cualquier momento por el Gobernador General en representación de la Reina, por recomendación del Primer Ministro o por decisión unilateral ante una crisis de gobernabilidad. El término de la Cámara expira 3 años después de su primera reunión si no se disolvió antes. El Gobernador General puede disolver el Senado sólo cuando se invocan las disposiciones de doble disolución, en cuyo caso la Cámara de Representantes también se disuelve al mismo tiempo. El Gobernador General en sus facultades como representante de la Reina de Australia puede ordenar la disolución del cargo de Primer Ministro ya sea por consejo del Parlamento o por decisión unilateral. Un ejemplo de esta convención ocurrió en 1975, tras una crisis constitucional muy grave en Australia, cuando el gobernador general, Sir John Kerr, ejerció controversialmente sus poderes de reserva y despidió al gobierno de la mayoría federal del primer ministro laborista Gough Whitlam.

### Parlamento de Victoria
A diferencia del Parlamento de la Commonwealth, el Primer Ministro y el Gobernador de Victoria tienen muy poca discreción para disolver el Parlamento de Victoria. Tanto la Asamblea Legislativa como el Consejo Legislativo se disuelven automáticamente veinticinco días antes del último sábado de noviembre cada cuatro años. Sin embargo, el Gobernador puede disolver la Asamblea Legislativa si se aprueba una moción de no confianza en el Primer Ministro y en los demás Ministros de Estado y no se aprueba ninguna moción de confianza dentro de la próxima semana. Por último, el Primer Ministro puede aconsejar al Gobernador que disuelva ambas casas en caso de un impasse.

## Canadá
La Cámara de los Comunes, pero no la Cámara Alta (Cámara de los Lores bajo la tradición anglosajona), puede ser disuelto en cualquier momento por la Reina de Canadá o por el Gobernador General, convencionalmente por consejo del Primer Ministro, el líder de la oposición o la Cámara alta aunque puede ser una decisión autónoma de los dos primeros. En caso de crisis constitucional, la Corona puede actuar por su cuenta sin el asesoramiento de otro órgano parlamentario. Además, la Cámara de los Comunes se disuelve automáticamente después de cinco años, aunque ninguna Cámara de los Comunes todavía ha sobrevivido tanto tiempo. El cargo de Primer Ministro puede ser disuelto por La Corona o por el Gobernador General en su representación, ya sea por consejo de la Cámara alta o por decisión unilateral de los mismos ante una crisis de gobernabilidad.  
Las diputaciones provinciales también pueden ser disueltas en cualquier momento por las mismas razones, por el Teniente Gobernador por recomendación del Primer Ministro y bajo decisión del Gobernador General en representación de la Reina o por esta misma. Columbia Británica, Ontario, Terranova y Labrador, la Isla del Príncipe Eduardo y los Territorios del Noroeste han establecido fechas de elecciones fijas.

## Finlandia
El Presidente de Finlandia puede disolver el Parlamento. Según la constitución de 2000, puede hacerlo unilateralmente solo tras una crisis de gobernabilidad, tras haber escuchado a los grupos parlamentarios y estando el parlamento en sesión.

## Francia
La Asamblea Nacional de Francia puede ser disuelta por el Presidente de Francia en cualquier momento, previa consulta con el Primer Ministro y los presidentes de las dos cámaras parlamentarias. La Asamblea Nacional elegida después de dicha disolución no podrá ser disuelta dentro del primer año de su mandato.

## Alemania
De acuerdo con la constitución alemana, el Bundestag puede ser disuelto por el Presidente de Alemania si el canciller pierde un voto de confianza, o si un nuevo Bundestag no puede elegir un canciller con mayoría absoluta. La segunda posibilidad nunca ha ocurrido todavía, pero el Bundestag se disolvió en 1972, 1982 y 2005, cuando los entonces cancilleres Brandt, Kohl y Schröder deliberadamente perdieron votos de confianza para que pudiera haber nuevas elecciones. En las dos últimas ocasiones el decreto de disolución fue impugnado sin éxito ante el Tribunal Constitucional. Ningún presidente ha rechazado todavía una disolución del Bundestag cuando la opción vino a él.
El Bundestag se disuelve automáticamente cuatro años después de la última elección general, y la mayoría de los Bundestags han durado todo el período. El segundo cuerpo legislativo federal, el Bundesrat, no puede disolverse, ya que sus miembros son los gobiernos de los estados federales como tales, más que individuos específicos.

## España
En España, las legislaturas a nivel nacional duran, por mandato constitucional, 4 años. Transcurrido dicho plazo desde la celebración de las últimas elecciones generales, el presidente del Gobierno, previa deliberación del Consejo de Ministros y bajo su exclusiva responsabilidad, debe proponer al rey la disolución de las Cortes Generales, la cual decretará.
También el rey, si así lo decide el presidente del Gobierno, previa deliberación del Consejo de Ministros, debe disolver anticipadamente el Parlamento. Solamente hay tres supuestos en que está vetado este procedimiento:
- Estando en tramitación una moción de censura.
- No habiendo transcurrido al menos un año desde la última disolución parlamentaria.
- Estando en vigor el estado de alarma, excepción y/o sitio en todo o en parte del territorio nacional.

Además, como ya ocurrió el 3 de mayo de 2016 y el 24 de septiembre de 2019, si transcurridos dos meses desde la primera votación de investidura tras unas elecciones generales, no ha podido ser investido un presidente, el rey, a propuesta del presidente del Congreso de los Diputados, debe disolver igualmente las Cortes Generales.
En cuanto al cese del Gobierno acordado por el Parlamento, en la etapa democrática solamente ha ocurrido una vez. Fue en junio de 2018, cuando el Congreso de los Diputados cesó al Gobierno de Mariano Rajoy.

## Hong Kong
En Hong Kong, el Jefe del Ejecutivo, que es jefe del territorio y jefe de Gobierno, tiene el poder de disolver el Consejo Legislativo si no aprueba el proyecto de ley de asignaciones o cualquier otro proyecto importante, o si aprueba un proyecto de ley pero Ella se niega a dar asentimiento. En este último caso, si el Consejo Legislativo aprueba el proyecto de ley con mayoría de dos tercios, el director Ejecutivo tiene que renunciar. Esto no ha ocurrido desde 1997. Antes de 1997, el Consejo Legislativo podría ser disuelto a gusto del Gobernador.

## India
El poder legislativo está constitucionalmente conferido por el Parlamento de la India, de quien el presidente es el jefe, para facilitar el proceso de elaboración de la ley según la constitución (artículo 78, artículo 86, etc.). El Presidente convoca a ambas Casas (el Lok Sabha y el Rajya Sabha) del Parlamento y las proroga. Puede disolver el Lok Sabha 

## Irlanda
Dáil Éireann (la cámara baja) puede ser disuelto por el Presidente, siguiendo el consejo del Taoiseach. El Presidente sólo puede negar tal disolución si el Taoiseach ha perdido la confianza del Dáil, a través de un voto de no confianza (o, se podría argumentar, después de que un presupuesto u otro proyecto de ley importante no se ha aprobado). Esto nunca ha sucedido y, en el pasado, Taoisigh ha pedido disoluciones antes de que se hayan producido votos de desconfianza, a fin de forzar una Elección General en lugar de una entrega de Gobierno. Un Dáil debe ser disuelto, y luego una Elección General celebrada, dentro de los cinco años de su primera reunión. 
Hay dos casos notables cuando el presidente no disolvió Dáil Éireann: 1989 y 1994. En primer lugar, el recién elegido Dáil no eligió un Taoiseach cuando se reunió por primera vez (y en varias reuniones después). El titular del Taoiseach, Charles Haughey, fue obligado constitucionalmente a renunciar, sin embargo, inicialmente se negó. Él finalmente presentó su dimisión al presidente Hillery y permaneció como Taoiseach en capacidad de actuar. En el cuarto intento, el Dáil re-eligió a Haughey como Taoiseach. Si hubiera solicitado una disolución, probablemente habría sido aceptada por el presidente alegando que el Dáil no podía constituir un Gobierno, pero el presidente también tendría derecho a denegarlo. Se cree que Haughey optó por no hacerlo, debido a las encuestas de opinión que se mostraban pobres a su partido Fianna Fáil, que perdería asientos en una segunda elección general.
En 1994, Albert Reynolds renunció como Taoiseach cuando el Partido Laborista dejó una coalición con Fianna Fáil, pero no pidió una disolución, para que su sucesor en Fianna Fáil pudiera forjar una nueva coalición con el Partido Laborista. Sin embargo, la mano de obra llegó al Gobierno con el principal partido de oposición, Fine Gael. Se ha especulado que el presidente en ese entonces, Mary Robinson, no habría permitido una disolución si Reynolds hubiera pedido una. Hasta la fecha, ningún Presidente ha rechazado una disolución.
Una característica del sistema irlandés es que aunque el Dáil se disuelve, Seanad Éireann (el Senado) no es, y puede continuar reuniéndose durante una campaña electoral para el Dáil. Sin embargo, como muchos miembros de la Seanad suelen participar en las campañas electorales para el Dáil, el Seanad no suele reunirse a menudo, si es que, una vez que el Dáil se disuelve. Una elección general para el Seanad debe tener lugar dentro de 90 días de la elección del nuevo Dáil. 

## Italia
En Italia, el Presidente tiene la autoridad para disolver el Parlamento y, en consecuencia, convocar nuevas elecciones, hasta que se amplíen los poderes del antiguo Parlamento. Sin embargo, el presidente pierde esta autoridad durante los últimos seis meses de su mandato de siete años, a menos que ese período coincida, al menos en parte, con los últimos seis meses del mandato de cinco años del Parlamento, según reza la constitución así:

El Presidente de la República podrá, en consulta con los presidentes del Parlamento, disolver una o ambas Cámaras del Parlamento y no podrá ejercer tal derecho durante los últimos seis meses del período presidencial, a menos que dicho período coincida total o parcialmente Con los últimos seis meses del Parlamento
Artículo 88 de la Constitución de la República Italiana

En la práctica, después de la dimisión del Gobierno, que puede ser libremente decidida por el Primer Ministro, o puede ser causada por un voto de no confianza del Parlamento, o después de las elecciones generales, el presidente tiene que consultar a los oradores de las Casas, Las delegaciones de los grupos parlamentarios y los senadores de por vida tratan de encontrar a alguien que podría ser nombrado Primer Ministro y dirigir un nuevo Gobierno con la confianza de ambas Cámaras. El Presidente disuelve el Parlamento sólo si los grupos no consiguen un acuerdo para formar una coalición mayoritaria. Por lo tanto, el poder real de disolución es en la práctica compartido también por el Parlamento, los partidos políticos y por el primer ministro saliente, si todavía tiene influencia sobre ellos. 
Desde que la Constitución entró en vigor (1948), el Parlamento italiano fue disuelto 10 veces antes de su mandato de 5 años: en 1972, 1976, 1979, 1983, 1987, 1994, 1996, 2008 y 2022.

## Japón
En Japón, la Cámara de Representantes de la Dieta Nacional (parlamento) puede ser disuelta en cualquier momento por el Emperador, por consejo del Gabinete, encabezado por el Primer Ministro. La Constitución de Japón especifica que todos los miembros de la Cámara pueden cumplir un mandato de cuatro años. Hasta ahora, sin embargo, los parlamentos se han disuelto prematuramente con la excepción de la disolución del 9 de diciembre de 1976.
La Cámara de Consejeros, sin embargo, no puede ser disuelta sólo puede quedar cerrada, y puede, en tiempos de emergencia nacional, ser convocada para una sesión de emergencia. Sus miembros tienen un mandato de seis años fijo, con la mitad de los escaños, y el presidente de los Consejeros, a la reelección cada tres años. El Emperador convoca la Dieta y disuelve la Cámara de Representantes, pero solo lo hace por consejo del Gabinete.

## Nueva Zelanda
El Parlamento puede ser disuelto o prorrogado en cualquier momento en su período de tres años por el Gobernador General, generalmente por consejo del Primer Ministro.

## Perú
En la República del Perú, según lo dictado en el artículo 134 de la Constitución de 1993, el Presidente del Perú está facultado para disolver el Congreso de Perú si este ha negado su confianza o censurado a dos Consejos de Ministros. Luego de disuelto este, deberán realizarse elecciones desde los cuatro meses de la fecha de disolución. El Presidente no puede disolver el Congreso en el último año de su mandato. El congreso una vez disuelto ya no tiene poder legislativo, salvo su comisión permanente, la cual no puede ser disuelta. Los casos más peculiares fueron la disolución del congreso el 5 de abril de 1992 por Alberto Fujimori a través de un autogolpe de estado y la del 30 de septiembre del 2019 por el presidente Martín Vizcarra, quien tomó la decisión al haber considerado que el Congreso le denegó de manera "fáctica" una segunda cuestión de confianza al ministro Salvador del Solar.

## Ecuador
En la política de Ecuador, al mecanismo de disolución del legislativo se lo conoce como «muerte cruzada», el cual rige el proceso de destitución al presidente de la República y la disolución de la Asamblea Nacional previsto en los artículos 130 y 148 de la Constitución de 2008. El artículo 148 le otorga al presidente el poder de disolver la Asamblea Nacional, pero solo al precio de dar al electorado la oportunidad de destituir al presidente. El artículo contempla tres escenarios en los cuales el presidente puede disolver la Asamblea:
- Si esta se hubiera arrogado funciones que no le competen, previo dictamen favorable de la Corte Constitucional.
- Si de forma reiterada e injustificada obstruye la ejecución del Plan Nacional de Desarrollo.
- Por grave crisis política y conmoción interna.

El mecanismo requiere que se celebre una elección especial después de la disolución, en la que se elige un nuevo presidente y vicepresidente y una nueva Asamblea Nacional. Los candidatos elegidos, tanto para el poder ejecutivo como para el legislativo, cumplen el resto de los mandatos presidenciales y legislativos actuales. Luego se lleva a cabo una elección ordinaria por un período completo de cuatro años, de acuerdo con el calendario electoral normal.

Este mecanismo fue utilizado por primera vez el 17 de mayo de 2023, cuando el presidente en funciones Guillermo Lasso Mendoza aplicó el artículo 148 de la Constitución por medio del Decreto Ejecutivo n.º 741, en el que disolvía la Asamblea Nacional "por grave crisis política y conmoción interna", a consecuencia del juicio político impulsado por los movimientos políticos de oposición Revolución Ciudadana y Partido Social Cristiano, a través del cual se buscaba destituirlo por cargos de presunto peculado. Como resultado, se llevaron a cabo elecciones presidenciales y legislativas especiales en agosto de 2023, con un balotaje realizado en octubre del mismo año, resultando como ganador el candidato Daniel Noboa Azín, quien completará el mandato que originalmente debía cumplir Lasso hasta el 24 de mayo de 2025. 

## Rumanía
Según la Constitución rumana, votada en 1991 y revisada en 2003, el Presidente solo puede disolver el Parlamento si este rechaza dos candidatos consecutivos propuestos por el presidente para la función de Primer Ministro. Ambas casas pueden ser disueltas. No se ha producido disolución del Parlamento en Rumanía desde 1991.

## Rusia
En virtud de los artículos 111 y 117 de la Constitución de Rusia, el Presidente de la Federación de Rusia puede disolver la Duma si no expresa su confianza en el Gobierno de Rusia o rechaza tres veces a su candidato propuesto al Primer Ministro ruso. Antes de la promulgación de la nueva constitución, el presidente Boris Yeltsin había disuelto el Congreso de los Diputados del Pueblo y el Soviet Supremo durante la crisis constitucional de Rusia de 1993. Aunque no tenía los poderes constitucionales formales para hacerlo.

## Reino Unido

### Parlamento del Reino Unido
Según la Ley de Disolución y Convocatoria del Parlamento de 2022, la Corona puede, en cualquier momento, disolver el Parlamento. Esto generalmente se hace "a petición" del primer ministro. La Ley de Disolución y Convocatoria del Parlamento de 2022 derogó la Ley de Parlamentos de Término Fijo de 2011, y devolvió la prerrogativa real de disolver el Parlamento a la Corona. Sin una disolución anticipada por parte del monarca, cada Parlamento tiene una duración de cinco años y luego se disuelve automáticamente.

### Asamblea Regional de Escocia
En virtud del artículo 2 de la Ley Electoral de Escocia, aprobada en 1998, las elecciones autonómicas en Escocia se celebran el primer jueves de mayo cada cuatro años (1999, 2003, 2007, etc.) La fecha de la votación puede variar hasta un mes, y son convocadas libremente por la reina, a propuesta del presidente regional escocés. Sin embargo, el artículo 4 de la Ley Electoral del Reino Unido de 2011 ha aplazado las elecciones autonómicas que se hubieran celebrado del 7 de mayo de 2015 al 5 de mayo de 2016 para evitar que coincida con las elecciones generales del Reino Unido fijadas en virtud de esa ley.
En virtud del artículo 3 de la Ley Electoral de Escocia de 1998, si el propio parlamento autonómico resuelve su disolución (con al menos dos tercios de los diputados que voten a favor), o si el parlamento no es capaz de designar a uno de sus miembros como nuevo presidente autonómico de Escocia en cierto plazo, la reina está obligada a disolver el parlamento autonómico y a convocar nuevas elecciones autonómicas en la fecha propuesta por el presidente escocés en funciones. Este acto es llevado a cabo por proclamación real. 

### Asamblea Regional de Gales
En virtud de la Ley Electoral de Gales de 2014, las elecciones autonómicas galesas se celebran el primer jueves de mayo cada cinco años. Esta prórroga de un período de cuatro a cinco años fue diseñada para evitar que las elecciones al parlamento autonómico entraran en conflicto con las elecciones generales después de la reforma de la Ley Electoral de 2011.

## Venezuela
La Constitución de 1999 faculta, a través de diversos artículos, al presidente de la República para disolver la Asamblea Nacional. El Artículo 236 de la Carta Magna establece cuáles son las funciones a realizar por el primer mandatario nacional; el numeral 21 de este apartado señala que una de las atribuciones del presidente es: “Disolver la Asamblea Nacional en el supuesto establecido en esta Constitución”.
En el enunciado 240 se explica que se procederá a disolver el Parlamento cuando en un mismo período constitucional la Asamblea apruebe la remoción del vicepresidente del país por medio del voto censura, tres veces. Se aclara además que el decreto de disolución del congreso venezolano conlleva a la convocatoria de elecciones para una nueva legislatura, las cuales se deberán realizar en los 60 días siguientes.Aunado a ello, este apartado señala que el parlamento no se podrá disolver durante el último año de su periodo constitucional.